# Coppa Agostoni 2011
La Coppa Agostoni 2011, sessantacinquesima edizione della corsa e valida come evento dell'UCI Europe Tour 2011 categoria 1.1, si svolse il 17 agosto 2011 su un percorso di 200 km. La vittoria fu appannaggio dell'italiano Sacha Modolo, che completò il percorso in 5h01'15", precedendo i connazionali Simone Ponzi e Oscar Gatto.
Sul traguardo di Lissone 31 ciclisti portarono a termine la competizione.

## Ordine d'arrivo (Top 10)
| Pos. | Corridore            | Squadra      | Tempo    |
| ---- | -------------------- | ------------ | -------- |
| 1    | Sacha Modolo         | Colnago      | 5h01'15" |
| 2    | Simone Ponzi         | Liquigas     | s.t.     |
| 3    | Oscar Gatto          | Farnese Vini | s.t.     |
| 4    | Luca Paolini         | Katusha      | s.t.     |
| 5    | Simon Clarke         | Astana       | s.t.     |
| 6    | Daniel Oss           | Liquigas     | s.t.     |
| 7    | Daniele Ratto        | Geox-TMC     | s.t.     |
| 8    | Miguel Ángel Rubiano | D'Angelo     | s.t.     |
| 9    | Daniele Pietropolli  | Lampre-ISD   | s.t.     |
| 10   | Michel Kreder        | Garmin       | s.t.     |